# ゴードン・タロック
ゴードン・タロック（Gordon Tullock, 1922年2月13日 - 2014年11月3日）は、米国の経済学者。ヴァージニア学派の中心的人物の一人で、ジェームズ・M・ブキャナンとともに公共選択論を提唱した。また、レントシーキングの概念を生み出し、その非効率性を指摘したことでも知られる。

## 略歴
- 1922年 イリノイ州ロックフォードに生まれる。
- 第2次世界大戦中に軍務に携わる。
- 1947年 シカゴ大学法学部で学位（J.D.）を取る。
- 1947年～1951年　イェール大学の大学院で学ぶ。
- 1947年～1956年　米国国務省外務課に勤務する。
- 1951年～1952年　コーネル大学の大学院で学ぶ。（シカゴ大学で博士号を取得）
- 1959年～1962年　サウス・キャロライナ大学で初めて教職につく。
- 1965年 公共選択学会会長になる。
- 1962年～1967年　ヴァージニア大学で教える。
- 1967年～1968年　ライス大学で教える。
- 1968年～1983年　ヴァージニア科学技術大学および州立大学で教える。
- 1980年 南部経済学会会長になる。
- 1983年～1987年　ジョージ・メーソン大学の公共選択学センターで経済学教授を務める（ヴァージニア州フェアファクス）。
- 1987年～1999年　アリゾナ大学へ移る。
- 1999年～2008年　再びジョージ・メーソン大学法律スクールの法律および経済学の教授を務めたが、2008年に退職。
- 2011年 トムソン・ロイター引用栄誉賞受賞。
- 2014年 アイオワ州デモインで死去。92歳没。

## 主要著書

### 日本語訳
- （リチャード・B・マッケンジーと共著）『新経済学読本――人間行動の探求』、学研メディカル秀潤社、1977年
- （ジェームズ・M・ブキャナンと共著）『公共選択の理論――合意の経済論理』、宇田川璋仁・米原淳七郎共訳、東洋経済新報社、1979年
- 『ソシアル・ジレンマ――秩序と紛争の経済学』、宇田川璋仁・黒川和美・田中清和共訳、学研メディカル秀潤社、1980年
- 『政府は何をすべきか――外部性の政治経済学』、加藤寛・大岩雄次郎共訳、春秋社、1984年
- （ジェームズ・M・ブキャナン、加藤寛と共著）『行きづまる民主主義』、勁草書房、1998年

### 原語
- James M. Buchanan and Gordon Tullock, The Calculus of Consent: Logical Foundation of Constitutional Democracy, Ann Arbor: University of Michigan Press, 1962.
  - J・M・ブキャナン、G・タロック　『公共選択の理論－合意の経済論理』　宇田川璋仁監訳、東洋経済新報社、1979年12月。
- Gordon Tullock, The Politics of Bureaucracy, Washington, D.C.: Public Affairs Press, 1965.
- Gordon Tullock, Private Wants, Public Mean, New York: Basic Books, 1970.
  - G・タロック　『政府は何をすべきか－外部性の政治経済学』　加藤寛・大岩雄次郎訳、春秋社、1984年6月。
- Gordon Tullock, The Logic of the Law, New York: Basic Books, 1971.
- Gordon Tullock, On Voting: A Public Choice Approach, Cheltenham, U.K.: Edward Elgar Publishing, 1998.